# Josef Steeger
Josef Steeger (* 23. März 1883 in St. Hubert, Kreis Kempen-Krefeld; † 12. August 1972 in Kerken) war ein deutscher Politiker (CDU). Er war von 1946 bis 1958 Abgeordneter im Landtag Nordrhein-Westfalen.

## Ausbildung und Beruf
Steeger absolvierte nach der Volksschule eine kaufmännische Ausbildung und belegte anschließend einige Lehrerkurse an der Landwirtschaftlichen Hochschule Bonn. Er war danach als Rendant der Spar- und Darlehnskasse St. Hubert beschäftigt.

## Politik
Von 1919 bis 1933 war er als Mitglied der Deutschen Zentrumspartei Mitglied des Gemeinderats in St. Hubert. Nach dem Zweiten Weltkrieg wurde er Mitglied der CDU, deren Vorstandsmitglied er im Kreis Kempen-Krefeld wurde, außerdem engagierte er sich als Kassenwart. Ab 1952 war er Gemeinderatsmitglied und CDU-Fraktionsvorsitzender in St. Hubert. Steeger wurde in der Zweiten Ernennungsperiode des Landtags von Nordrhein-Westfalen bestimmt und wurde in der anschließenden Landtagswahl im Wahlkreis 035 Kempen-Ost auch regulär ins Landesparlament gewählt. Sein Direktmandat konnte er bei den darauf folgenden zwei Landtagswahlen bestätigen, insgesamt gehörte er dem Landtag vom 19. Dezember 1946 bis zum 12. Juli 1958 an.